# یواس‌اس گالاتی (۱۸۶۲)
یواس‌اس گالاتی (۱۸۶۲) (به انگلیسی: USS Galatea (1862)) یک کشتی بود که طول آن 209' 6" بود. این کشتی در سال ۱۸۶۲ ساخته شد.